# شهرستان پریارگونسکی
شهرستان پریارگونسکی (به لاتین: Priargunsky District) یک شهرستان در روسیه است که در سرزمین زابایکالسکی واقع شده‌است.